# Carlos y José
Carlos y José fueron un dueto mexicano de música norteña formado en Reynosa, Tamaulipas a finales de los años 1960, aunque sus integrantes fueron originarios de Nuevo León. Fue integrado por Carlos Tierranegra Salazar y José Rodríguez. Estuvieron activos como agrupación de 1969 a 2008, y fueron los intérpretes de clásicos de la música norteña como «Flor de capomo», «El chubasco» y «Amores fingidos».

## Trayectoria
El dueto fue integrado por Carlos Tierranegra Salazar (General Terán, Nuevo León; 1942) en la primera voz y el acordeón y José Rodríguez (Los Ramones, Nuevo León; 1950) en la segunda voz y el bajo. Ambos se conocían desde la niñez, pero fundaron el dueto en Reynosa, Tamaulipas en 1968. Al año siguiente fueron firmados por Discos Larga Vida, propiedad de Servando Cano, grabando su primer álbum en 1970 que contenía el éxito «La cosecha». A lo largo de su carrera interpretarían temas que se convertirían en clásicos de la música norteña, siendo el primero de ellos de éxito en México y los Estados Unidos «El chubasco» (1979) seguido de «Flor de capomo» (1982) los que les darían una gran notoriedad.
El dueto se desintegró en 2008 con la salida de José Rodríguez quien fallecería al año siguiente. Carlos Tierranegra Salazar falleció en McAllen, Texas en 2015.
En 2015, los nietos de Tierranegra Salazar y Rodríguez formaron el dueto Carlos y José Jr.